# Liu Minghu
Liu Minghu (kinesiska: 刘明瑚), född 28 juli 1998, är en kinesisk brottare som tävlar i fristil.

## Karriär
Liu tävlade för Kina vid olympiska sommarspelen 2020 i Tokyo, där han blev utslagen i åttondelsfinalen i 57 kg-klassen.